# Lara Fabian
Lara Fabian (născută Lara Crokaert pe 9 ianuarie 1970 în Etterbeek) este o cântăreață, cantautoare și actriță belgiană.
Lara a vândut peste 32 milioane de înregistrări în toată lumea, devenind cea mai bine vândută artistă de origine belgiană din toate timpurile. Fabian este soprană lirică cu o gamă vocală ce cuprinde circa patru octave de la c1 (261,6Hz) la g♯3 (1661.2Hz) în evoluțiile sale live.

## Biografie

### Anii copilăriei, studiile și debutul (1970 – 1987)
Lara Sophie Katy Crokaert s-a născut la data de 9 ianuarie 1970 în comuna belgiană Etterbeek și este singurul copil al cuplului format din Luisa (o profesoară de literatură cu origini siciliene) și Pierre Crokaert (un chitarist flamand cunoscut pentru colaborările sale cu Petula Clark). Părinții săi i-au dat prenumele Lara după unul dintre personajele principale ale filmului Doctor Zhivago, deși inițial mama sa își dorea s-o numească Laura. În ciuda faptului că s-a născut în Belgia, Fabian a locuit în Catania alături de părinții săi până în 1975, ulterior revenind în țara sa natală. La vârsta de cinci ani, după ce aude una dintre piesele Èvei Brenner la radio, Lara și dorește să devină cântăreață; vrând să o încurajeze, părinții săi îi dăruiesc un pian de Moș Nicolae în iarna anului 1978. În copilărie Fabian urmează cursurile Institutului Sfânta Ursula din Forest, iar de la opt ani devine elevă a Conservatorului regal din Bruxelles, instituție unde avea să ia lecții de canto, pian și solfegiu pentru o perioadă de zece ani.
În adolescență, fiind influențată de muzica clasică și de cântecele semnate de Barbra Streisand și Queen., Fabian compune primele sale piese. În același timp, în încercarea de a se afirma, tânăra interpretă participă la o serie de festivaluri din Belgia și cânta în cluburi locale, fiind acompaniată de tatăl său. Respectând dorința lui Pierre Crokaert, Lara urmează avocatura în Italia, secția criminalistică infantilă, însă renunță la studii în favoarea unei cariere în muzică. În anul 1986 cântăreața câștigă trei trofee în cadrul concursului de tinere talente „Tremplin”, iar la finele aceluiași an lansează primul său disc single. Acesta conține două piese, „L'Aziza est en pleurs” și „Il y avait”, compuse de Marc Lerchs în memoria lui Daniel Balavoine; discul este imprimat în numai 500 de exemplare și nu se bucură de succes comercial.

### Participarea la «Eurovision» și primul album (1988 – 1993)
La începutul anului 1988 producătorul Hubert Terheggen ascultă cele două cântece lansate de Fabian și este plăcut impresionat, astfel încât merge să o vadă pe aceasta cântând într-un local numit „Black Bottom”. Odată cu încheierea recitalului acesta îi propune interpretei să reprezinte Luxemburg la Concursul Muzical Eurovision, în cadrul ediției cu numărul treizeci și trei care s-a desfășurat la Dublin. Lara acceptă propunerea, iar la data de 30 aprilie interpretează în finala competiției piesa „Croire”; în ierarhia finală a concursului Fabian s-a clasat pe locul patru, obținând una dintre cele mai bune poziții ale țării din istoria participării la Eurovision, iar trofeul a fost câștigat de Céline Dion pentru Elveția. Ulterior Lara avea să înregistreze cântecul în limba engleză – „Trust” – și în germană – „Glaub” – iar aceste noi versiuni au fost comercializate în peste 600.000 de exemplare și au ajutat-o să-și consolideze cariera în Europa.
În 1989 Fabian lansează cel de-al treilea disc single din cariera sa, care a fost compus de Jacques Cardona și este intitulat „Je Sais”. Interpreta călătorește în Canada pentru a promova cântecul și se îndrăgostește de această țară, iar după ce își termină studiile se mută la Montreal. Având doar 1.000 de dolari, Fabian începe să colaboreze cu producătorul Rick Allison (pe care îl întâlnise în Belgia) în vederea înregistrării primului său album de studio, cu care spera să se afirme în America de Nord; în 1990 cei doi au pus bazele unei case de discuri proprii, numită ghita „Productions Clandestines”. Primul album de studio al interpretei, intitulat Lara Fabian, a fost lansat în Canada în august 1991 și a primit recenzii favorabile din partea criticilor de specialitate. Conținând zece piese dance-pop, materialul a fost apreciat pentru „inocența și naivitatea” compozițiilor și s-a bucurat de succes comercial,  fiind vândut în peste 100.000 de exemplare în Canada.
În timp ce piese precum „Le jour où tu partira”, „Les murs” sau „Qui pense à l'amour” o aduc în atenția publicului canadian, Fabian a concertat extensiv în stagiunea 1992–1993 pentru a-și promova materialele discografice. De asemenea, în anul 1991 Lara a colaborat cu compozitorul român Vladimir Cosma în vederea înregistrării piesei „Laisse-moi rêver”, care a fost inclusă pe coloana sonoră a filmului La neige et le feu. Răsplata prestației muzicale de calitate a Larei Fabian a fost reprezentată de cele două nominalizări obținute la premiile ADISQ în 1991 și 1992, la categoria „Cel mai de succes cântăreț francofon din Quebec”; de asemenea, albumul Lara Fabian a primit o nominalizare la gala Felix (echivalentul canadian al premiilor Victoires de la musique).

### Succesul internațional: «Carpe diem» și «Pure» (1994 – 1998)
Mulțumită multitudinii de concerte susținute la începutul anilor 1990 în Quebec, Lara Fabian devenise o cântăreață relativ cunoscută în regiune și era adesea comparată cu Céline Dion. La începutul anului 1994 interpreta înregistrează alături de producătorul Rick Allison cel de-al doilea album de studio din cariera sa, intitulat Carpe Diem. Conținând treisprezece cântece pop în limba franceză, discul s-a bucurat de succes comercial și a primit discul de aur în Canada după doar trei săptămâni de la lansare. În același timp cântece precum „Tu t'en vas”, „Si tu m'aimes” sau „Leïla” câștigau poziții înalte în clasamentele de specialitate și sporeau popularitatea discului Carpe Diem, care a fost vândut în peste 800.000 de exemplare pe plan mondial. Grație acestor realizări, Fabian este numită „Interpreta anului” și primește trofeul pentru „Cel mai bun concert” în cadrul premiilor Félix din 1995. În primăvara anului 1996 compania Walt Disney o invită pe Fabian să înregistreze vocea Esmeraldei, unul dintre personajele principale ale animației Cocoșatul de la Notre-Dame, pentru versiunea în limba franceză a peliculei. De asemenea, Lara a imprimat și cântecul „Que Dieu aide les exclus” pentru acest proiect, compoziția fiind inclusă pe coloana sonoră canadiană a filmului.
În septembrie 1996 începe comercializarea celui de-al treilea album de studio semnat Fabian, intitulat Pure. Materialul conține unsprezece cântece compuse de interpretă în compania lui Rick Allison, iar cele mai cunoscute aveau să fie „Tout”, „Je t'aime” și „La Différence”, ultima dintre acestea fiind numită „Imnul anti-homofobiei”. După doar două săptămâni de la lansare, albumul Pure primește discul de platină în Canada, fapt care le stârnește interesul reprezentanților casei de discuri Polydor, cu care Lara avea să semneze un contract de management la începutul anului 1997. Mulțumită acestei înțelegeri, Pure este lansat în luna iunie în Europa, unde se bucură de succes comercial, fiind comercializat în peste două milioane de exemplare. În Franța materialul a primit discul de diamant și este considerat a fi unul dintre cele mai de succes albume din istorie, cu peste 1.471.800 de exemplare vândute.
Mulțumită succesului obținut de materialele sale discografice, Lara primește în stagiunea 1997–1998 opt nominalizări în cadrul premiilor ADISQ și câștigă trofeul cel mare la categoria „Cântărețul din Quebec cu cel mai mult succes în Canada”, iar Pure este numit „Cel mai popular album”. Începând cu ianuarie 1998 interpreta concertează extensiv în Europa, iar popularitatea sa a crescut rapid, ea apărând adesea în presa scrisă și în emisiuni televizate. În luna februarie interpreta primește trofeul pentru „Revelația anului” în cadrul galei Victoires de la Musique, iar muzeul Grévin îi oferă o statuie de ceară. În aceeași perioadă cântărețul francez Johnny Hallyday o invită pe Fabian să cânte alături de el piesa „Requiem pour un fou” în cadrul unui concert caritabil organizat de asociația Les Restos du Cœur. Cei doi aveau să repete momentul în luna septembrie în fața a 80.000 de oameni, pe stadionul Stade de France. La finele anului 1998 Lara este numită „Revelația anului” de către revista franceză Paris Match și apare pe coperta publicației.

### Primul album în engleză și materialul «Nue» (1999 – 2003)
În februarie 1999 începe comercializarea primului album în concert al interpretei, intitulat Live 1999. Materialul se bucură de succes comercial și debutează pe primul loc în clasamentele de specialitate din Franța, țară în care avea să primească discul de platină pentru vânzări de peste 300.000 de exemplare. Mulțumită realizărilor profesionale, Fabian este numită „Cea mai de succes cântăreață din Benelux” în cadrul Premiilor Muzicale Mondiale din 1999. În luna iulie casa de discuri Polydor lansează albumul de debut al interpretei în Europa, datorită cererilor venite din partea ascultătorilor. În vara anului 1999 Fabian a semnat un contract de management cu Sony Music Entertainment, companie care s-a angajat să promoveze albumele interpretei în regiunile anglofone. În aceeași perioadă Lara a călătorit la New York și San Francisco în vederea înregistrării primului său album în limba engleză. În toamna aceluiași an cântăreața susține un turneu în Franța, iar relația amoroasă pe care o avea cu artistul Patrick Fiori era adesea dezbătută de presa locală.
Primul album de studio în limba engleză al interpretei, intitulat Lara Fabian, a fost lansat în noiembrie 1999 în Franța și Canada, iar în America de Nord avea să fie comercializat de-abia începând cu vara anului 2000. Discul conține paisprezece cântece de muzică pop și dance pe care Fabian le-a înregistrat în compania unor producători cu renume precum Walter Afanasieff, Patrick Leonard sau Glen Ballard. Albumul Lara Fabian a primit recenzii favorabile din partea criticilor de specialitate: „Vocea lui Fabian este curată și incredibil de puternică, pornind de la șoapte și până la interpretări în forță. În urma audiției admiratorii lui Celine Dion și Mariah Carey o vor considera pe Fabian o adiție ideală la colecțiile lor.” Pentru a promova albumul, Lara Fabian a avut invitații în diverse emisiuni din SUA precum The Tonight Shows, The View sau Access Hollywood, iar cântecele „Adagio”, „Love by Grace”, „I Will Love Again” și „I Am Who I Am” au fost lansate pe disc single. În timp ce piesa „I Will Love Again” a ocupat primul loc în clasamentul Billboard Dance Music/Club Play și numărul 32 în Billboard Hot 100, „Adagio” și „I Am Who I Am” au primit numeroase difuzări în cadrul posturilor radio din Europa. Balada „Love by Grace” a fost inclusă pe coloana sonoră a serialului brazilian Legături de familie și a câștigat rapid prima poziție în clasamentele radio. Pe parcursul anului 2001 Fabian a înregistrat trei cântece pentru coloanele sonore ale filmelor Inteligență artificială, Final Fantasy: Spiritele ascunse și a serialului Clona. Campania de promovare a albumului Lara Fabian s-a încheiat în vara anului 2001, iar vânzările discului s-au ridicat la peste 2 milioane de exemplare pe plan internațional.

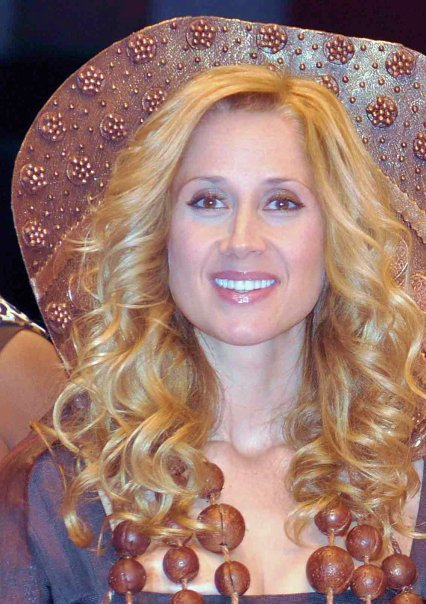
Lara Fabian în 2009.

La data de 30 octombrie 2001 a început comercializarea celui de-al cincilea album în limba franceză semnat de Fabian, numit Nue. Fiind produs în colaborare cu Rick Allison, materialul a fost distribuit pe plan internațional prin intermediul casei de discuri Polydor și a fost comercializat în peste 700.000 de exemplare în Franța. Dintre piesele incluse pe acest disc cele mai de succes s-au dovedit a fi „Immortelle”, „J'y crois encore” și „Tu es mon autre” (un duet cu Maurane); toate cele trei cântece au devenit hituri în regiunile francofone ale Europei, iar „Tu es mon autre” a fost nominalizat la categoria „Cea mai bună piesă” în cadrul premiilor Victoires de la Musique. Pe parcursul anului 2001 Fabian a colaborat cu David Foster în vederea înregistrării imnului Canadei în scopuri promoționale, iar în 2002 a contribuit la coloana sonoră a Campionatului Mondial de Fotbal cu un cântec numit „World At Your Feet”, produs de Gary Barlow. În intervalul 2001-2003 Fabian a susținut concerte în întreaga lume, iar pe parcursul turneelor sale a înregistrat două albume în concert: Live (2002) și En Toute Intimité (2003). Fiind lansate în două formate: CD și DVD, cele două discuri au avut vânzări cumulate de peste 500.000 de copii în Franța.

## Discografie
| Albume în franceză - Lara Fabian (1991) - Carpe Diem (1994) - Pure (1996) - Nue (2001) - 9 (2005) - Toutes les femmes en moi (2009) - Le Secret (2013) | Albume în engleză - Lara Fabian (2000) - A Wonderful Life (2004) - Every Woman in Me (2009) | Alte albume - Live (1999) - Live (2002) - En Toute Intimité (2003) - Un regard 9 Live (2006) - Mademoiselle Zhivago (2010) - Best of Lara Fabian (2010) |